# 小行星4324
小行星4324是一颗围绕太阳公转的小行星。1981年12月24日，勞倫斯·G·塔夫（Laurence G. Taff）在Socorro发现了此天体。
这颗小行星的绝对星等为108.8354099870663等。